# Mynaj
Mynaj (Oekraïens: Минай), of Minaj, is een dorp in de gemeente Holmok in de oblast Transkarpatië (Oekraïne) met 3.088 inwoners. Het dorp ligt nabij de stad Oezjhorod in het gelijknamige rajon, dicht bij de grens met Slowakije.

## Sport
FK Mynaj is de voetbalclub uit het dorp en speelt in het Avanhardstadion in Oezjhorod. De club promoveerde in 2020 naar de hoogste Oekraïense voetbaldivisie.

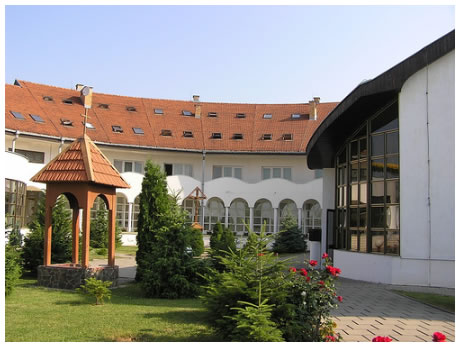
De Grieks-katholieke theologische academie in Mynaj.